# Siksto V.
Siksto V., lat. Sixtus PP. V. (Grottamare, Ascoli Piceno, 13. prosinca 1521. – Rim, 27. kolovoza 1590.), rođen kao Felice Peretti di Montalto (iz Montalta), 227. poglavar Katoličke Crkve, papa od 24. travnja 1585. do smrti 1590. godine. 

## Životopis

### Mladost i školovanje
Prema jednoj od predaja, podrijetlom je iz sela „Kruševica” u Boki kotorskoj. Nadbiskup Zmajević u svome izvješću navodi kako u određenim selima biskupije žive katolici, u određenima pravoslavci, a u određenima zajedno. Za Kruševice ne navodi izrijekom tko ga naseljava, što obara teoriju o njegovom pravoslavnom podrijetlu.
Odrastao je u siromašnim uvjetima. Otac mu je živio u Montaltu, u provinciji Ascoli Piceno, regija Marche. Njegov ujak Salvatore bio je konventualac i gvardijan u samostanu u Montaltu, gdje je Felice 1536. godine položio redovničke zavjete. Školovao se u Fermu, Ferrari, Bologni, Riminiju i Sieni.
Doktorirao je teologiju u Fermu 1548. godine. Za svećenika je zaređen 1547. godine u Sieni. Obnaša dužnost prefekta Studija u Fermu, a od 1551. obnaša dužnost samostanskog rektora. Sljedeće godine kardinal Rodolfo Pio de Carpi (1500. – 1564.), poziva ga u Rim. Ubrzo pada u nemilost zbog svojih korizmenih propovijedi koje je održavao pred nekoliko kardinala u bazilici Dvanaest apostola u Rimu. Zbog svojih stavova biva optužen pred inkvizicijom, ali nakon ispitivanja od strane generalnog povjerenika Michelea Ghislierija, budućeg pape Pija V., biva oslobođen. Od 1553. do 1556. godine upravlja samostanom Svetog Lovre u Napulju. U sljedećim godinama bio je član papinskog povjerenstva za reformu Rimske kurije, apostolski inkvizitor za Veneciju, vjerski savjetnik Svete Stolice, sudionik na Tridentskom koncilu, te generalni vikar svoga Reda. Papa Pio V. (1566. – 1572.) imenuje ga 1566. biskupom Sv. Agate dei Goti u Kampaniji. Isti Papa odabire ga za svoga ispovjednika, a 17. svibnja 1570. imenuje ga i kardinalom. Godinu dana kasnije, postavlja ga za nadbiskupa Ferma. U narodu je bio poznat kao kardinal di Montalto. Tijekom pontifikata Grgura XIII. (1572. – 1585.) povukao se iz javnog života, posvetivši se proučavanju i sakupljanju umjetnina, koliko su to dopuštala njegova oskudna sredstva. U to je vrijeme uređivao djela svetog Ambrozija (Rim, 1579. – 1585.) I podigao vilu (danas Villa Massimi) na Esquilineu. Prijateljevao je s katoličkim obnoviteljima Nerijem, Ignacijem Lojolskim, Feliceom da Cantaliceom, kasnijim svecima te s budućim papama, Carafeom i Ghislierijem.

## Izbor za papu
Papa Grgur XIII. umro je 10. travnja 1585. godine. Konklave su započele već jedanaesti dan nakon Papine smrti. Samo četrdeset dvojica od šezdeset kardinala sudjelovalo je u konklavi, te je možda i to bio razlog da su završile u rekordnom roku od tri dana. Izbor je pao na kardinala Perettija, koji je 24. travnja 1585. godine izabran za papu. Odabrao si je ime Siksto V. u spomen na svoga prethodnika Siksta IV. (1471. – 1484.), koji je također bio pripadnik Reda kojem je i Peretti pripadao. O njegovom izboru kružile su priče da je u konklavu ušao na štakama, glumeći nemoćnog starca, da bi nakon svog izbora oduševljeno odbacio svoje štake prikazavši se pun života i snage. Ova, može se reći legenda, vjerojatno je izmišljena zbog njegovog povučenog života tijekom vladavine Grgura XIII. i izvanredne energije koju je pokazao tijekom pet godina svog pontifikata.

## Pontifikat
Bio je rođeni vladar, kao stvoren za zaustavljanje plime nereda i bezakonja koji su izbili pred kraj vladavine Grgura XIII. Postigavši suradnju susjednih država, istrijebio je, često s pretjeranom okrutnošću, sustav razbojništva i korupcije koji je dosegnuo velike razmjere i terorizirao cijelu Papinsku Državu. Broj razbojnika u Rimu i oko njega nakon smrti Grgura XIII. različito se procjenjuje na dvanaest do dvadeset i sedam tisuća, da bi za nešto više od dvije godine, nakon izbora Siksta V. Papinska Države postala jedna od najsigurnijih zemlja Europe. Isti dan kada je okrunjen, 1. svibnja 1585., donio je prve mjere zbog kojih će zaslužiti epitete “Strašni” i “Željezni”, naređujući vješanje razbojnika po kratkom postupku. U manje od godinu dana riješio je problem i financija, stvorivši bankovni sustav, te je uspio nakupiti u blagajnu četiri milijuna zlatnih škuda. Takve mjere bile su samo početak. Siksto V. pokazao je svoj pravi genij u reorganizaciji Kardinalskog zbora, Kurije i u utvrđivanju pravila za odnose između pojedinih crkava s Rimskom crkvom. Osnovao je prvu vladu u Crkvi podijelivši odgovornost na petnaest kongregacija, od kojih je svaka imala točno određene kompetencije, i stavivši im na čelo kardinale. Njihov broj ograničio je na 70, broj koji će ostati nepromijenjen sve do Ivana XXIII. (1958. – 1963.) i Pavla VI. (1963. – 1978.). Naložio je svim biskupima da svakih pet godina, prema kalendaru koji je odredila Kurija, poduzmu putovanje ad limina Apostolorum kako bi izravno obavijestili papu o stanju u svojoj biskupiji, i ta je odluka još na snazi. 
Bio je poznat kao državnik velikog autoriteta i vrlo uporan. Posvetio se obrani vjere, obnovi Crkve i povećanju ugleda Svete Stolice i Papinske Države. 
Godine 1588. ekskomunicirao je englesku kraljicu Elizabetu I. iz katoličke Crkve. 
Važan je kao osoba koja je napravila važne zahvate u Rimskoj crkvi i u urbanoj nadgradnji i podgradnji grada Rima. Gradu Rimu dao je nanovo izgraditi i obnoviti rimsko gradsko središte time što je otvorio šest novih glavnih gradskih ulica, i ništa manje važno, obnovio vodoopskrbnu mrežu. Osim infrastrukturnih i suprastrukturnih zahvata, radio je na javnom redu i miru, gdje je poduzeo radikalne mjere kojima se je borio protiv razbojnika i kriminalaca. Borio se je i protiv moralnog laksizma i raskalašenosti. Zgrade koje je dao izgraditi, dovršiti, urediti i obnoviti su: 
- kupola bazilike Sv. Petra (dovršenje)
- trg sv. Petra (uređenje) s obeliskom
- Lateranska bazilika
- palača Kvirinal
- mnoštvo inih građevina
- mnoštvo povijesnih obilježja koja su danas ukrasom Rima
- hrvatska nacionalna crkva Sv. Jeronima (i kaptol pokraj nje)[5]
- obnovio je oko 120 crkava[5]
- utemeljio je Vatikansku tiskaru[5]

Rim je htio učiniti "metropolom svijeta". Osobno je radio na izdanju Vulgate. Istu je proglasio službenom katoličkom Biblijom 1590. godine. Siksto V. je bio veliki papa, kojega masa nije baš voljela. Prevrtljivci su zaboravili sva dobra koja je učinio Rimu i razrušili su njegov spomenik na Campidogliu. Siksto V. je skrbio za sestru koja je ostala udovica i njenu djecu. Unuk (njegov pranećak) njene sestre Aleksandar Peretti je poslije postao kardinal, a mlađi unuk, Mihovil Peretti gubernator Borga sv. Petra, general crkvene vojske, grof, markiz i knez. Sikstov prapranećak, Mihovilov sin Franjo Peretti postao je također kardinal. Dovršivši palaču na Kvirinalu, papa Siksto V. umire 27. kolovoza 1590. godine od učestalih napada malarije. Sahranjen je u Bazilici sv. Marije Velike u Rimu.

## Podrijetlo
Crkvu sv. Jeronima Siksto V. poklonio je Hrvatima iz Rima.
Neki smatraju da je Sikstu V. u izgradnji crkve sv. Petra pomogao hrvatski arhitekt Lucijan Vranjanin te njegov brat, obojica nadahnuti u školi graditelja šibenske katedrale Jurja Dalmatinca (prema Andriji Mutnjakoviću), a oko rekonstrukcije kupole sv. Petra presudno su utjecali Boškovićevi izračuni (prosudba o statici gradnje), nasuprot stavovima stare škole.
Hrvatstvo Siksta V. se vidi i u tome što je članom hrvatskog zavoda sv. Jeronima mogla postati samo osoba koja znade ilirski jezik (v. vatikansku definiciju što je "ilirsko" i spor sa Slovencima) te je hrvatskog podrijetla. (akademik Andrija Mutnjaković u "Arhitektonika pape Siksta V.") Od osam kardinala koje je postavio, jedini stranac bio je – Juraj Drašković (kasniji kaločki nadbiskup, pečuški biskup, kancelar kraljevski, namjesnik ugarski, biskup zagrebački i ban hrvatski, zajedno s Franom Frankapanom Slunjskim) koji je uvijek isticao da je Hrvat (u latinskim tekstovima: Croata).
Papa Lav XIII. je u buli Slavorum gentem napisao "...Siksto V. iz svoje prema sv. Jeronimu pobožnosti i iz dobrohotnosti prema hrvatskom narodu iz kojega je potekao..." (latinski izvornik: "...atque in Chroaticam nationem, ex qua ducebat originem, benevolentiam..."

### Članci
- Perić, Ratko. 1985. Papa Siksto V. i Hrvati. Crkva u svijetu. Sveučilište u Splitu - Katolički bogoslovni fakultet. Split. 20 (3): 283–301